# Alex Haridi
Adham Alexander Haridi, född 10 september 1979 i Stockholm, är en svensk manusförfattare och författare.
Haridi studerade vid Dramatiska Institutet. Han debuterade som manusförfattare i TV-serien Skilda världar 2000–2002 och har därefter skrivit flera manus för TV-serier och filmer, däribland Miss Kicki (2009), Äkta människor (2013) och IRL (2013).
Haridi romandebuterade 2015 med ungdomsboken Huset mittemot, som nominerades till Författarförbundets debutantpris Slangbellan.  Han har också medverkat i skräckantologier för barn och ungdomar samt gjort bearbetningar av Tove Janssons böcker om Mumintrollen tillsammans med författaren Cecilia Davidsson och konstnären Filippa Widlund.
Sedan 2020 är Haridi ordförande i Dramatikerförbundet.

## Manus i urval
- 2000 – Skilda världar (TV-serie)
- 2002 – Spung (TV-serie)
- 2004 – Blinda fläckar
- 2006 – Meningen med alltihopa
- 2006 – En liten tiger
- 2006 – Fritt fall
- 2007 – Yallahrup Færgeby (TV-serie)
- 2008 – Habib (TV-serie)
- 2008 – Livet i Fagervik (TV-serie)
- 2009 – Miss Kicki
- 2009 – Guds tre flickor (TV-serie)
- 2011 – Anno 1790 (TV-serie)
- 2012 – Prime Time
- 2012 – En plats i solen
- 2013 – IRL
- 2013 – Tragedi på en lantkyrkogård
- 2013–2014 – Äkta människor (TV-serie)
- 2014–2015 – Blå ögon (TV-serie)
- 2019 – Störst av allt (TV-serie)
- 2020 – Kärlek och anarki (TV-serie)
- 2023 – Sanningen (TV-serie)